# Покок, Мэри Агард
Мэри Агард Покок (англ. Mary Agard Pocock; 1886—1977) — южноафриканская учёная-ботаник, альголог.
Окончила Лондонский университет в 1908, после чего вернулась в Южную Африку. С 1917 продолжала образование в Кембриджском университете, но поскольку Кембридж в то время ещё не присваивал докторских степеней женщинам, диссертацию защитила снова в Лондонском университете.
В дальнейшем, живя, главным образом, в Южной Африке, но подолгу работая и в США, Покок изучала, в основном, водоросли.
Однако наибольшую известность получила её экспедиция за новыми растениями в 1925. Вместе с профессиональным африканистом Доротеей Блик Покок проехала с апреля по октябрь 1925, в сухой сезон, территорию Северной Родезии (нынешняя Замбия) и Анголы насквозь, собрав около тысячи образцов местной растительности, — среди которых, как выяснилось в ходе дальнейших исследований, оказались 12 ранее не известных науке видов.

## В честь Покок названы
- Volvox pocockiae R.C.Starr (Volvocaceae)
- Lampranthus pocockiae N.E.Br. (Aizoaceae)
- Mesembryanthemum pocockiae L.Bolus (Aizoaceae)
- Amphithalea pocockiae L.Bolus (Leguminosae)
- Oxalis pocockiae L.Bolus (Oxalidaceae)